# James Hamilton Peabody
James Hamilton Peabody (21 de agosto de 1852 - 23 de novembro de 1917) foi um político dos Estados Unidos e 13º e 15º governador do Colorado, com atuação evidente no serviço público de Cañon City, Colorado.

## Início de vida
James era o filho mais novo de 17 crianças. Ele nasceu no Condado de Orange, Vermont, onde sua família mantinha atividades rurais. Ele frequentou a escola em Vermont e mais tarde aperfeiçoou sua educação no Bryant Commercial College em Barre e no Stratton Commercial College em Burlington, Vermont. Três de seus irmãos lutaram para a União na Guerra Civil Americana. Em 1871, enquanto James ainda estava na Faculdade, quando sua família mudou-se para  Pueblo, Colorado. Depois de concluir sua graduação no ano seguinte, James seguiu sua família e manteve a administração da loja de armarinhos da família por três anos.

## Primeiras oportunidades
No início de 1875, James mudou-se para Cañon City, Colorado e trabalhou para James Clelland em sua loja General Mercantile. Em 19 de março de 1878, ele casou com a filha de seu empregador, Frances Lillian Clelland, e o casal teve quatro filhos (James, Clellan, Cora May e Jessie Anne). Peabody rapidamente foi sendo promovido na loja de Clelland, tornando-se um gerente e, em seguida, um sócio de plenos direitos e então comprou todo o negócio em 1882. Em 1885, ele foi eleito o Secretário-de-Condado no Condado de Fremont, Colorado, vencendo o antigo incumbente, que ocupava o cargo há 18 anos.

## Serviço público
Em 1889, ainda exercendo as funções de Secretário-de-Condado, Peabody ajudou a organizar o First National Bank de Cañon City e em 1891, foi eleito Presidente do banco. Ele também atuou como como Tesoureiro de Cañon City por dois anos e vereador por dois anos. Ele ajudou a organizar a empresa de abastecimento de água potável de Cañon City e serviu como seu secretário e tesoureiro, por muitos anos. Ele foi fundamental na formação da empresa de energia elétrica de Cañon e serviu como o primeiro presidente da organização. Além disso, ele era um membro da Maçonaria, e, em 1885, aos 32 anos, foi nomeado Grão-Mestre Maçom no Colorado. Naquela época, ele era o mais jovem Grande Mestre Maçom na América.

## Administração como governador

### Eleição
Por causa de suas contribuições à Cañon City, no Condado de Fremont e no estado do Colorado em geral, ele tornou-se conhecido na política do Estado e foi um membro ativo do partido republicano de Colorado. Em 1902, ele foi o candidato republicano para governador do Colorado. Ele disputou com a plataforma de "lei e ordem" e foi eleito, mas sua administração reuniu inúmeras dificuldades, principalmente as questões trabalhistas em muitas minas do Colorado.

### Problemas
Durante a administração de Peabody, os sindicatos mineiros atuaram em várias questões, incluindo salários, horas e condições de trabalho. Algumas questões de particular importância foram a jornada de trabalho de oito horas diárias e a greve dos mineiros nas minas de ouro e prata no Clear Creek, Cripple Creek e Telluride, bem como nas minas de carvão do Condado de Las Animas. A tática de Peabody para lidar com as greves foi chamar a Guarda Nacional de Colorado sempre que fosse necessário, uma estratégia que muitos entenderam como autoritária.
A organização que representava os mineiros de rochas preciosas foi a Western Federation of Miners (WFM). A organização que representava mineiros de carvão foi a United Mine Workers (UMW). Alguns dos funcionários no Condado de Teller, particularmente no distrito de Cripple Creek, consideravam-se simpáticos à "União" (UMW). Em 1903 a "WFM" convocou uma greve para apoiar os trabalhadores das fábricas.

### Greve
Enquanto a Federação trabalhava para expulsar todos os mineiros não sindicalizados do Condado, os proprietários das minas se recusavam a negociar as reivindicações da Federação, então a luta degenerou em violência por ambas as partes. Enquanto os proprietários de minas tentaram desesperadamente recrutar e importar mineiros não sindicalizados de outros lugares do Estado, a Federação usava seu poder para construir barricadas nas estradas e linhas férreas em Cripple Creek. Os proprietários então apelaram para Peabody, que despachou uma Comissão de investigação de Denver para verificar a situação. Por recomendação da Comissão, Peabody ordenou a atuação da milícia do estado para neutralizar a situação. Em 4 de setembro de 1903, quase 1.000 milicianos entraram no Condado de Teller e imediatamente estabeleceram lei marcial.
Em 6 de junho de 1904, após nove meses de greve, alguém dinamitou a estação ferroviária de independência (Independence Railway Station) perto de Victor, Colorado, matando 13 mineiros não sindicalizados. O xerife do condado Henry Robertson se tornou um alvo da Associação dos proprietários de Minas de Cripple Creek e de seus aliados da Aliança dos Cidadãos (Citizens' Alliance) e foi forçado a renunciar sob a ameaça de suspensão. Os proprietários de minas usaram a força para assumir o periódico Victor Record, que era largamente usado pelos sindicatos e capturaram grevistas, que foram confinados nas infames "bullpens" (jaulas) ou tomadas sob a guarda de fronteira do Kansas ou locais abandonados. A Guarda Nacional de Colorado fez várias prisões injustificadas de dezenas de mineiros, seus apoiadores e muitas pessoas sem acusações formais, alguns por vários dias. O General-adjunto Sherman Bell da Guarda Nacional do Colorado  disse sobre soltar mineiros, "Habeas-corpus, inferno! Daremos em post mortem". Com o apoio da milícia do Estado, os proprietários recuperaram o controle das minas, e na metade do verão, a greve foi dissolvida (embora ela nunca tenha sido oficialmente finalizada pela Federação). As minas reabriram com mão de obra não sindicalizada e o sindicato perdeu poder significativo em Cripple Creek e no resto do estado.
Um membro da União chamado Harry Orchard mais tarde escreveu uma confissão ao agente da Pinkerton (polícia investigativa) James McParland que tinha cometido o ataque na estação de independência. Ele também admitiu que servia como um informante pago para a associação dos proprietários e confessou ter cometido inúmeros outros crimes.

### Disputa pela reeleição
Peabody tentou disputar outro mandato em 1904, mas foi desvalorizado pelos seus adversários, que declararam que "qualquer um, menos Peabody!" e percebiam que ele estava em conluio com os proprietários de minas. O adversário de Peabody, o democrata Alva Adams, atacou mostrando suas intervenções na greve de Cripple Creek e insistiu que ele poderia manipular viciosamente a "guerra tarifária industrial" do Colorado. Após a eleição, aparentemente Adams havia ganho, mas os republicanos, que ainda controlavam o legislativo estadual, insistiam que a fraude significativa e a corrupção conspiraram para roubar a eleição de Peabody (na realidade, ambos os lados cometeram grandes violações da lei eleitoral). No dia que Adams tomou posse (17 de março de 1905), o legislativo que ainda era controlado pelos republicanos, votou para removê-lo do cargo e reinstalar Peabody, na condição de Peabody imediatamente demitir-se. Ele fez isso, e no final do dia foi o vice-governador de Peabody, Jesse McDonald, que ocupou a sede do governo em Denver, tornando Colorado o único Estado a ter três diferentes governadores (Adams, Peabody, McDonald ' s) no mesmo dia.

## Morte
Após sua "vitória" e "demissão", Peabody retornou à Cañon City e retirou-se à vida privada na "Mansão Peabody" construída pelo seu sogro e antigo empregador de James Clelland. Lá, ele dedicou seu tempo para cuidar de seus vários interesses financeiros. Em grande parte desapareceu dos olhos do público e morreu em 23 de novembro de 1917. Ele está enterrado em Cañon City.

## Fonte da tradução
- Este artigo foi inicialmente traduzido, total ou parcialmente, do artigo da Wikipédia em inglês cujo título é «James Hamilton Peabody».